# Glenea sexplagiata
Glenea sexplagiata là một loài bọ cánh cứng trong họ Cerambycidae.